# Kuyelwa Rinchengön
| Tibetische Bezeichnung                          |
| ----------------------------------------------- |
| Wylie-Transliteration: sku yal ba rin chen mgon |

Kuyelwa Rinchengön (tib.: sku yal ba rin chen mgon; geb. 1191; gest. 1236) bzw. Kuyel Rinchen Gön u. a. war ein Geistlicher der Taglung-Kagyü, einer der sogenannten „acht kleinen Schulen“ der Kagyü-Tradition, die nach dem von Taglung Thangpa Trashi Pel (stag lung thang pa bkra shis dpal; 1142–1210) gegründeten Taglung-Kloster benannt ist. Taglung Thangpa Trashi Pel war Schüler des Phagmodrupa Dorje Gyelpo (1110–1170), einem der wichtigsten Schüler Gampopas (1079–1153).
Kuyelwa Rinchengöns Lehrer war Trashi Pel (1142–1210), der erste Abt des Taglung-Klosters. Kuyelwa Rinchengön war dessen zweiter Abt, der dritte wiederum war Sanggye Yarjon (1203–1272). Unter ihnen blühte das Kloster auf.
Ein die beiden letztgenannten Äbte zeigendes altes tibetisches Thangka von ca. 1300 wurde bei Sotheby’s auf 200.000–300.000 USD geschätzt.
Kurz vor seinem Tod soll Taglung Thangpa Chenpo (1142–1210) gesagt haben, er sei der Sugata persönlich. Über seinen Nachfolger Kuyelwa Rinchengön (1191–1236) wurde gesagt: „Bei vielen Gelegenheiten ... zeigte er verschiedene Manifestationen seiner physischen Form. Außerdem sahen ihn viele als Sakyamuni, Samvara und andere göttliche Wesen.“